# 洪鈞

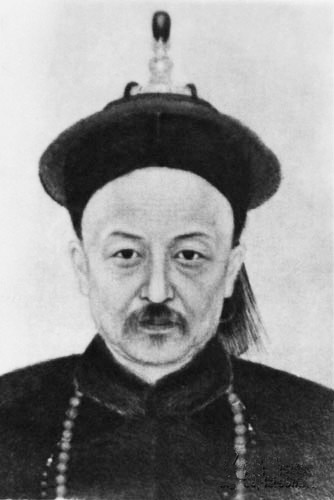

洪 鈞（こう きん、Hong Jun、1839年 - 1893年）は、清末の外交官・歴史学者。字は陶士、号は文卿。
江蘇省蘇州府呉県出身。1868年、状元となり、翰林院修撰、兵部侍郎、内閣学士を歴任した。1887年、ドイツ・ロシア・オーストリア・オランダ公使に任命された。洪鈞は当時蘇州の名妓賽金花を身請けして妾としており、本妻のように一緒に出使した。賽金花の魅力が外交界を驚嘆させた。また、電報の字や数字を国外のものと統一させ、経費を節減した。さらに外国のモンゴル史の史料を集め『元史訳文証補』を著した。
1892年、パミール高原をめぐって清とロシアとの間に争議がおこったときに、ロシア語は不得手であったのにロシア側の地図を使ったことで、弾劾を受けた。そのことを悔やむあまり病を発し、北京で病死した。光緒帝はその死を深く悼んだという。